# Cynoscion regalis
Cynoscion regalis ist ein Umberfisch des freien Wassers, also ohne nähere Beziehung zum Meeresgrund, wie etwa der Adlerfisch. Der wissenschaftliche Name scheint „königlicher Hundeschatten“ zu bedeuten. Von Nova Scotia bis Florida kommt er an der ostamerikanischen Küste überall als wichtiger wandernder Nutz- und Sportfisch vor, dessen Population aber starken Schwankungen unterliegt, weil er bei 5 °C stirbt und Vorstößen des Labradorstroms mitunter nicht schnell genug ausweichen kann. Es gibt ca. 25 verwandte Arten in weiten Teilen des Weltmeeres.

## Beschreibung
In seiner Heimat hieß er bei den Algonkin skwiteg (squeteague), bei den Holländern weekvis und bei den Briten weakfish – was damit begründet wird, dass seine Mundteile so schwach sind, dass ein Fisch, der einen Angelhaken in ihrem Bereich trägt, oft noch loskommt, indem die Haut und die Kieferknochen zerreißen,  wenn man den Fisch landen will.  Andere Namen sind aber auch „See-“, „Grau-“ oder „Sandforelle“ – trotz der nicht zu übersehenden D1 (die freilich weniger auffallend ist als die vieler benthischer Arten). Sein Maul ist oberständig (eine Seltenheit bei den Umbern); die Bezahnung ist recht schwach, er hat keine Hundszähne wie ein Adlerfisch. Bartel hat er keine. Er kann über 1 m lang und fast 9 kg schwer werden. Die Färbung ist im Wesentlichen ein silbriges Olivgrün, mit allerlei zarten Punkten und Linien und bläulichem oder purpurnem Schimmer.
Flossenformel: D1 X, D2 I/25–29, A II/10–13.

## Lebensraum und Lebensweise
Der Fisch entfernt sich auch nie weit vom Substrat (am liebsten Sandgrund, bis in 300 m Tiefe). Er jagt gesellig an der Wasseroberfläche oder am Grund – wo immer Nahrung sich bietet. Die produzierten Laute sind funktionell vielfältig; es scheint, dass darunter auch Schlundgebiss-Geräusche sind, die ebenfalls von der Schwimmblase verstärkt werden. Sie dienen wohl nicht nur der Findung der Geschlechter zum Laichen, sondern auch der Koordination des Zug-Verhaltens. Die Fische können mit 14 cm (♂) bzw. 18 cm Länge (♀) geschlechtsreif werden, also unter Umständen bereits Ende des ersten Lebensjahres; durchschnittlich werden sie ca. 10 (maximal 17) Jahre alt. Sie laichen März bis August zu wiederholten Malen. Die Jungen bilden in Buchten oft dichte Schwärme am Grunde, auch im Brackwasser, dringen aber nicht in Flüsse ein. Ihre Nahrung besteht zunächst (im Sommer) aus Plankton, dann im Herbst aus Benthos; über Krabben und Garnelen wendet er sich aber zunehmend Fischen zu: Opisthonema (Hering), Anchoa (Sardine), Brevoortia, Ammodytes, Platichthys (junge Schollen) u. a.

## Weblink
- Cynoscion regalis auf Fishbase.org (englisch)